# 弗里多林·格拉斯
弗里多林·格拉斯（德語：Fridolin Glaß，1910年12月14日—1943年2月21日）是一位奥地利纳粹分子、党卫队军官。1934年，格拉斯作为实际领导者發動了试图推翻奧地利政府的七月政变。
政变失败后，格拉斯被逮捕，但他后来成功脱逃，进入捷克斯洛伐克境内，接着返回了德国。此后，他获准以假名“卡尔·默克曼”（Karl Merkmann）继续在德生活，为党卫队全职工作。
1938年德奥合并后，格拉斯在维也纳成为了议员，还被任命为大区宣传发言人（Gaupropagandaredner）以及區領導。他还成为了一家化学公司“Unternehmens Vereinigte Chemische Fabriken Kreidl, Heller & Co”的領導。
二战爆发后，格拉斯加入德国空军，参与了入侵波兰的行动。在波兰，他作为排长下令杀害了三或四名波兰平民，其中就包括一位地方镇长。原因是他怀疑这些平民是刚袭击过自己的排的抵抗分子。国防军事后查清，格拉斯的排是被波兰正规军袭击的，国防军因此逮捕了格拉斯，以谋杀罪起诉了他。但很快，军事法庭就被解散，党卫队后来还赞扬了格拉斯。
格拉斯后来转入武装党卫队，军衔为親衛隊下級突擊隊領袖，作为战地记者服役于东线战场（蘇德戰爭）。1943年2月，格拉斯在东线阵亡。后来他被追晋为党卫队上级领袖。